# Посебне јединице полиције
Посебне јединице полиције (ПЈП) биле су посебне јединице Министарства унутрашњих послова Републике Србије, које су постојале од 1972. до 2001. године.
Данас се под термином посебне јединице полиције подразумевају Жандармерија, Хеликоптерска јединица, Јединица за заштиту и Јединица за обезбеђење одређених личности и објеката у саставу Дирекције полиције, као и Полицијска бригада и Интервентна јединица 92 у саставу Полицијске управе за град Београд.

## Историјат

### Настанак посебних јединица милиције
Формирање посебних јединица милиције било је предвиђено још Законом о органима унутрашњих послова ФНРЈ из 1956. године. Међутим, до тога је дошло тек 1972. године, након сукоба са неоусташком Бугојанском групом на планини Радуша, која је покушала да подигне оружану побуну. Тада су формиране оперативно-потерне групе, како би се предупредиле слабости опште милиције у антитерористичким акцијама. Под именом посебне јединице полиције, ове групе су формиране 1977. године на нивоу свих република и покрајина СФРЈ и за њихове припаднике били су бирани милиционери до 35 година старости, односно 45 година када је у питању командни кадар, за које се проценило да испуњавају услове стручности, дисциплине, храбрости, издржљивости, патриотизма и моралних квалитета.
У сузбијању немира 1981. године на простору Социјалистичке Аутономне Покрајине Косово били су ангажовани и здружени одреди милиције (ЗОМ), састављени од посебних јединица полиције. Спорадично су припадници посебних јединица милиције обављали задатке у обезбеђивању контроле државне и републичких граница. Уочи распада Југославије, републичке власти су повукле своје припаднике из састава здружених одреда милиције, те је у редовима истих остало свега 7 батаљона са око 3.000 припадника из редова Министарства унутрашњих послова Републике Србије. Посебне јединице милиције добијале су различите задатке, а уступане су и на испомоћ министарствима унутрашњих послова Републике Српске и Републике Српске Крајине.

### Ангажовање у распаду Југославије
Првог дана августа 1993. године формирано је 8 одреда А формације активног састава и 7 одреда резервног састава посебних јединица милиције. У марту 1997. године, посебне јединице милиције мењају име у посебне јединице полиције. Обуку припадника ПЈП преузела је Јединица за специјалне операције, тада у саставу Ресора државне безбедности.
Пре сукобе са ОВК терористима на Косову и Метохији 1998. године, оформљено је још 6 одреда Б формације активног састава ПЈП, као и Механизована бригада у Приштини. Наредне године формирана је 122. интервентна бригада ПЈП у Београду, спајањем 21. и 22. одреда, те 124. интервентна бригада ПЈП у Приштини, здруживањем 24. одреда и Механизоване бригаде.
Посебне јединице полиције напустиле су Косово и Метохију у јуну 1999. године по одредбама Кумановског споразума, а своје деловање наставиле су у Копненој зони безбедности.
Посебне јединице полиције расформиране су у јуну 2001. године и њих је заменила Жандармерија, као посебна јединица у сталном саставу. Њен старешински кадар у почетку су чиниле управо старешине посебних јединица полиције. Тако је и за првог команданта Жандармерије именован полицијски пуковник Горан Радосављевић Гури, дотадашњи командант посебних јединица полиције.

## Структура и опрема

### Састав ПЈП
Посебне јединице милиције своју унутрашњу структуру добијају 1. августа 1993. године са реорганизовањем у 8 одреда А формације активног и 7 одреда резервног састава. Марта 1997. године ПЈМ су преименоване у посебне јединице полиције (ПЈП), а наредне 1998. године формирана је Механизована бригада у Приштини, заједно са још 6 одреда Б формације активног састава. Време за покрет А формације било је 6 сати, Б формације 24 сата, док је резервни састав имао 48 сати на располагању.
Постојале су чете опште намене, мешовитог састава, чете за подршку, а у оквиру њих могли су постојати извиђачко-механизовани, минобацачки, инжињеријски, противоклопни и противавионски водови. Водови опште намене имали су три одељења од по 8 припадника, међу којима су били командир одељења, снајпер (полуаутоматска снајперска пушка Застава М76 са оптичким нишаном), митраљезац  (пушкомитраљез Застава М84) и 4 стрелца, што значи да су водови имали укупно 24 припадника и командира вода. Сваки припадник ПЈП имао је задужено као лично наоружање аутоматску пушку Застава М70А и пиштољ Застава ЦЗ99.
Припадници ПЈП задуживали су ручне бомбе М75, тромблонске мине и ручне противоклопне ракетне бацаче М-80. Водови за подршку имали су минобацаче од 66 mm, 82 mm и 120 mm, противавионске топове, бестрзајне топове калибра 82 mm.

### Командна структура
| Фотографија | Име и презиме      | Чин               | Период              |
| ----------- | ------------------ | ----------------- | ------------------- |
|             | Обрад Стевановић   | генерал полиције  | - фебруар 2001.     |
|             | Горан Радосављевић | пуковник полиције | фебруар - јун 2001. |

| Одред     | Име и презиме  | Чин               | Период |
| --------- | -------------- | ----------------- | ------ |
| 35. одред | Бранко Прљевић | пуковник полиције |        |